# محمد ود الرضي
محمد ود الرضي،  شاعر غنائي سوداني، مواليد العيلفون عام 1884م، حفظ القرآن الكريم بخلوة الشيخ «العبيد ود بدر» بأم ضوا بان، وتوفي بها عام 1982، عن عمر يناهز المائة عام.

## نسبه
محمد ود سليمان بن إبراهيم بن ادريس أبو بصارة بن بركات بن نورين محمد بن حمد بن محمد السلطني أبو الشيخ بن سعد بن محمد المشهور بالعسيلي 
والده ينتسب لقبيلة العسيلات الأشراف  ووالدته تنتسب لأسرة شيخ إدريس ود الأرباب

## أعماله
يعتبر من أبرز شعراء الأغنية السودانية ومن رواد أغاني الحقيبة

### قصيدته في الفخر
من عتمور أب حمد والعقبة قري
واب روف نحن الطردنا سباعه
اسود الغابة عرفتنا وبقينا رباعه
بكرتنا ام عرف مافي ود مقنعه باعه
والشاطي للحبشه هولنا نحن رفاعه
نحن بنو الحسين الزهرة حبوبتنا
يوم دق النحاس ياهو يوم حوبتنا
نحن الصالحين شربو ا عقاب كوبتنا
نحن السم شربناهو والدابي في عببتنا
نحن الفي دفاتر العز اتسجلنا
ندرج للرفيق لي فلسو ما عجلنا
ان طاب طاببناه وان فلس اجلنا
نيران البواطن بي مظاهر الجنة
تعال يا حبيبي النريك صفاتنا
ما عاشرنا زول ضاق عسلنا وفاتنا
نحن رجال عمل نحن الخشن كفاتنا
نحن وفانا مع العاشرنا حدو وفاتنا
نحن التسعة مننا الكانو قلبوا الحربة
نحن فزعنامابشيل في السعن غير شربه
نحن عشيرنا مابحس طول العمر بالغربة
نحن مقدنا نحن دخننا نحن جرمنا فرج الكربة
نحن اولاد عسيل خاتي الذبابه عسلنا
نحن طبعنا مع العاشرنا نرمي رسننا
ساميه اخلاقنا طاهره ارحامنا قل مثلنا
نحن صبينا سيف الصاقعه مابدور سنه
نحن عسلنا ما بمسخ بطول المدة
نحن البجينا غريب علينا مبده
هينين لينين ما فينا حده وشده
نحن ود بتنا في الرجال عليه المدة
نحن المحسنين العالمين تعرفنا
نحن رجال عمل نحن الكتير طارفنا
نحن الضاق عسلنا اصلو ما بفارقنا
والغلا ان تفحل نحن بيطردو جرفنا
نحن الجار والعشير بنعزه
نحن ابواتنا كتلوا الجرده رجعوا يهزوا
نحن ابواتنا ما بتمزوا ما بتهزوا
نحن بحرنا فوق لي سدرنا طالع نزوا
نحن الشاطي هولنا وسيوف العدة
نحن ابواتنا كتلوا ردوم في حرب الجرده
الدراقي مننا هابوا فارس اب قرده
ابواتنا سبوا السيوف والناس سبيهم خرده 